# II. József nyelvrendelete
1784. május 11-én adta ki híres nyelvrendeletét II. József magyar király. Az uralkodó a rendeletben a latin helyett a németet tette hivatalos nyelvvé Magyarországon.
Ennek értelmében a főkormányszékek 1784. november 1-jétől voltak kötelesek bevezetni a német nyelvű ügyintézést. A vármegyéknek és az igazságszolgáltatásnak 3 év múlva kellett teljesen áttérniük.
Az iskolai oktatásban és a papnevelésben főtárgy lett a német nyelv. Hivatali és tanári állásba németül nem tudót ezentúl nem vehettek fel, azt pedig, aki a határidő lejártáig nem tanult meg ezen a nyelven, elbocsátották. A rendelet nagy felzúdulást váltott ki Magyarországon, jelentős mértékben hozzájárulva II. József és az ország viszonyának megromlásához. Többé-kevésbé ugyan sikerült végrehajtatni, de a megyék folyamatosan tiltakoztak, egyre inkább teret nyert és kibontakozott a magyar nyelvújító mozgalom. E rendeletet is visszavonta halálos ágyán az uralkodó.
II. József nyelvrendelete (1784)
a) „[…] Ha a magyar nyelv Magyarországon és Erdélyben közönséges volna, úgy lehetne ezzel, az ország dolgaiban, a deák helyett közönségesen élni, de tudnivaló, hogy a német, az illíriainak egynehány neme és az oláh nyelvek majd szinte olyan szokásban vagynak, hogy eszerént a magyar nyelvet közönségesnek éppen nem lehessen tartani. Nincsen tehát más nyelv a német nyelven kívül, amelyet a deák helyett az ország dolgainak folytatására lehessen választani, amellyel tudniillik az egész monarchia, mind a hadi, mind pedig a polgári dolgokban él: minémű nagy hasznára szolgáljon az a közjónak, ha az egész monarchiában csak egy nyelv uralkodjék, azon folyjanak a törvényes dolgok, és ezáltal a monarchiának minden nemű részei minémű szorosan köttessenek öszve, lakosai pedig közelebb való atyafisággal egyesüljenek? Akárki is átalláthatja, és Franciaországnak, Angliának és Muszkaországnak példái elég meggyőzhetik. […]
„[…] Eszerént ezután senki, semmi tisztségre az igazságszolgáltatásban, a vármegyéken avagy a papi rend között nem fog felvétettetni, hanem csak aki németül tud […] a vármegyéknél egy esztendő, a kisebb papi és világi tiszteknél három esztendő múlva szentül meg kell tartani. […] Az ország gyűlésén, hogy mindenek németül folyjanak, kívánja őfelsége; s ezért három esztendő múlva oda követnek, aki németül nem tud, nem is küldethetik. […] Ezzel a kegyelmes rendelésével pedig Őfelsége nem szándékozik a nemzetek született nyelvét semmi módon eltörölni, vagy pedig hogy Magyarországon, hozzá tartozó tartományaiban és Erdélyben lakó különböző nemzetségek született nyelvekkel ne éljenek, és ahelyett más idegent tanuljanak, nem is az őfelsége maga könnyebbségéért, hanem ez egyedül ezen rendelésnek a vége: hogy azok, akik valami tisztségben akarnak lenni, az országot és a közjót illető dolgoknak folytatásában a deák nyelv helyett némettel éljenek, és ezt a nevedékeny ifjúság is a deák helyett tanulja.”
b) „Édes magyarim! Ezen kegyelmes parancsolatnak, amint itt őfelsége is mondja, az oka az, hogy született magyar nyelvünk elhagyatott, ki nem palléroztatott és országainkban közönségessé nem tétetett. Régi eleink, magyar vérből származó királyaink, bár követték volna más országok példáját, és […] a deák helyett a magok nyelvét közönségessé tették volna […] e’ sem volna akármely legszebb európai nyelvnél is alábbvaló […] azért reménykedhetünk mégis, hogy nétalán kedves maradékaink elhagyatott édes nyelvünket virágzóvá s közönségessé tehetik.”  (Magyar Hírmondó; 1784. július 5. 42. sz. Baróti Szabó Dávid tudósítása)